# スペンサー・コンプトン (初代ウィルミントン伯爵)
初代ウィルミントン伯爵スペンサー・コンプトン（英語: Spencer Compton, 1st Earl of Wilmington KG PC、1674年 - 1743年7月2日）は、イギリスの政治家、貴族。
ノーサンプトン伯爵家の第3子（ヤンガーサン）として生まれた。1698年にホイッグ党の庶民院議員に初当選して政界入りした。ロバート・ウォルポール内閣で閣僚職や庶民院議長を務めた後、1742年のウォルポール退陣に際して後任の第一大蔵卿（首相）となったが、これは名目上のことであり、第2代カートレット男爵ジョン・カートレットやウィリアム・パルトニーらが実権を握っていた。翌1743年に首相在職のまま死去した。
1728年にウィルミントン男爵、1730年にウィルミントン伯爵に叙せられた。

## 経歴

### 生い立ち
1674年頃、第3代ノーサンプトン伯爵ジェイムズ・コンプトンの第3子として、コンプトン・ウィンエッツで生まれる。母は第3代キャンプデン子爵バプティスト・ノエルの娘メアリー（1719年没）。名誉革命の招聘者の1人でロンドン主教のヘンリー・コンプトンは叔父に当たる。
セント・ポールズ・スクールを経て1687年にミドル・テンプルに入学、1690年2月28日にはオックスフォード大学トリニティ・カレッジに進学した。

### 庶民院議員として
1695年イングランド総選挙でイースト・グリンステッド選挙区から出馬して敗れた後、1698年6月にアイ選挙区から選出されてホイッグ党所属の庶民院議員となる。彼の家は代々トーリー党であったが、彼自身は兄ジョージ（第4代ノーサンプトン伯爵）との個人的確執もあってホイッグ党に転じ、1698年に作成された議員リストではコート派（宮廷派）とされ、1701年にロバート・ハーレーが作成した議員リストではホイッグ党とされた。1704年1月に酒税法案に反対する演説を行うなど経験を積み、ジョン・スミス、ハーティントン侯爵ウィリアム・キャヴェンディッシュ（後の第2代デヴォンシャー公爵）、ロバート・ウォルポールなど政治盟友を増やしてホイッグ党内の重鎮になった。1704年10月には会期開始間近にもかかわらずウォルポールが遅々として地方からロンドンに戻らなかったため、業を煮やして「ハーティントン卿が引き続き痛風を患っており、スミス氏がカタル性炎症で眼を患っている状況でウォルポール氏が欠席したら、哀れなホイッグ党は指導者の不在で全ての優勢を失う」とウォルポールに登院を促す手紙を出し、ウォルポールを議会の開会に間に合わせた。
1705年10月25日の庶民院議長選挙でホイッグ党候補のジョン・スミスに投票した後、11月7日の選挙委員会議長選挙でホイッグ党の候補として出馬、トーリー党の初代準男爵サー・ギルバート・ドルベンに勝利した。その後も政府を支持、1707年にはスコットランドとの合同法を通過させることに貢献した。この頃にはスミスが議長を退任した場合の後釜として挙げられるほどの名声を得ており、1707年3月に年金主計官に任命されたほか、1708年2月にハーレーの派閥が官職を辞任すると戦時大臣への就任が噂され、続いて11月にホイッグ党の候補として庶民院議長選挙に出馬するとの噂が流れた。しかし一方で1707年に大蔵卿ゴドルフィン伯爵を支持して一時はジャントーと対立、1708年に和解したものの1710年イギリス総選挙で後援者のコーンウォリス男爵に外される一因となった（1710年の情勢がホイッグ党に不利だったことも関係した）。その結果、コンプトンは1710年の選挙ではコーンウォリス男爵の支持を受けられず、同年のヘンリー・サシェヴェレル弾劾裁判で人気を失ったため、ほかの選挙区で出馬することを選ばず議員を退任した。選挙の後に成立したハーレー内閣では年金主計官に留任したほか1711年1月に400ポンドの年金を与えられたが、1713年夏に年金を放棄、その直後に年金主計官を解任された。

### 庶民院議長として
議員としてのキャリアが一時的に途切れたこの時期に、イーストボーン（イースト・サセックス州）近くの領地を購入し、1713年に同州のイースト・グリンステッド選挙区から再当選した。1714年8月にステュアート朝のアン女王が死去してドイツ系のジョージ1世（ハノーヴァー朝）が即位するとこの新王朝を支持した。ジョージ1世がホイッグ党を重用したことでホイッグ党は政権を握ったが、コンプトンに即座に見返りがあったわけではなかったため、1714年10月には「不満」を感じて地方に向かったとされた。
しかし、見返りはすぐに与えられた。1715年イギリス総選挙でサセックス選挙区とイースト・グリンステッド選挙区の両方で当選して、サセックス選挙区の代表になることを選択したが、その後の議会招集（1715年3月17日）に際して全会一致で庶民院議長に選出され、1727年7月の庶民院解散まで在職した。1716年7月6日には枢密顧問官に列する。1717年から1720年までジョージ1世と王太子ジョージが仲たがいしたとき、コンプトンは王太子と昵懇だったこともあり、盟友のウォルポールとともに野党に転じ、1720年の南海泡沫事件ではウォルポールとともに王太子に泡沫会社の総裁に就任しないよう助言した。
しかし、1721年にウォルポールが第一大蔵卿に再任すると、2人の立場の違いが強調される形となった。すなわち、ジョージ1世の治世ではウォルポールの座は安泰といえるが、いずれ王太子ジョージが国王となった暁にはウォルポールの代わりにコンプトンが首相に任命されることが明らかのであった。そのため、ウォルポールは当面の対策として、1722年イギリス総選挙直後の庶民院議長選挙でコンプトンの再選を支持し、彼を内閣政治から締め出した。また強欲な性格に付け込んで、彼をウォルポール＝タウンゼンド内閣の陸軍支払長官に任命した（1730年まで在任）。陸軍支払長官は実入りの多い官職であり、コンプトンはこの官職から10万ポンドを蓄財したという。1725年5月27日にはバス勲章を授与された。

### ジョージ2世の治世

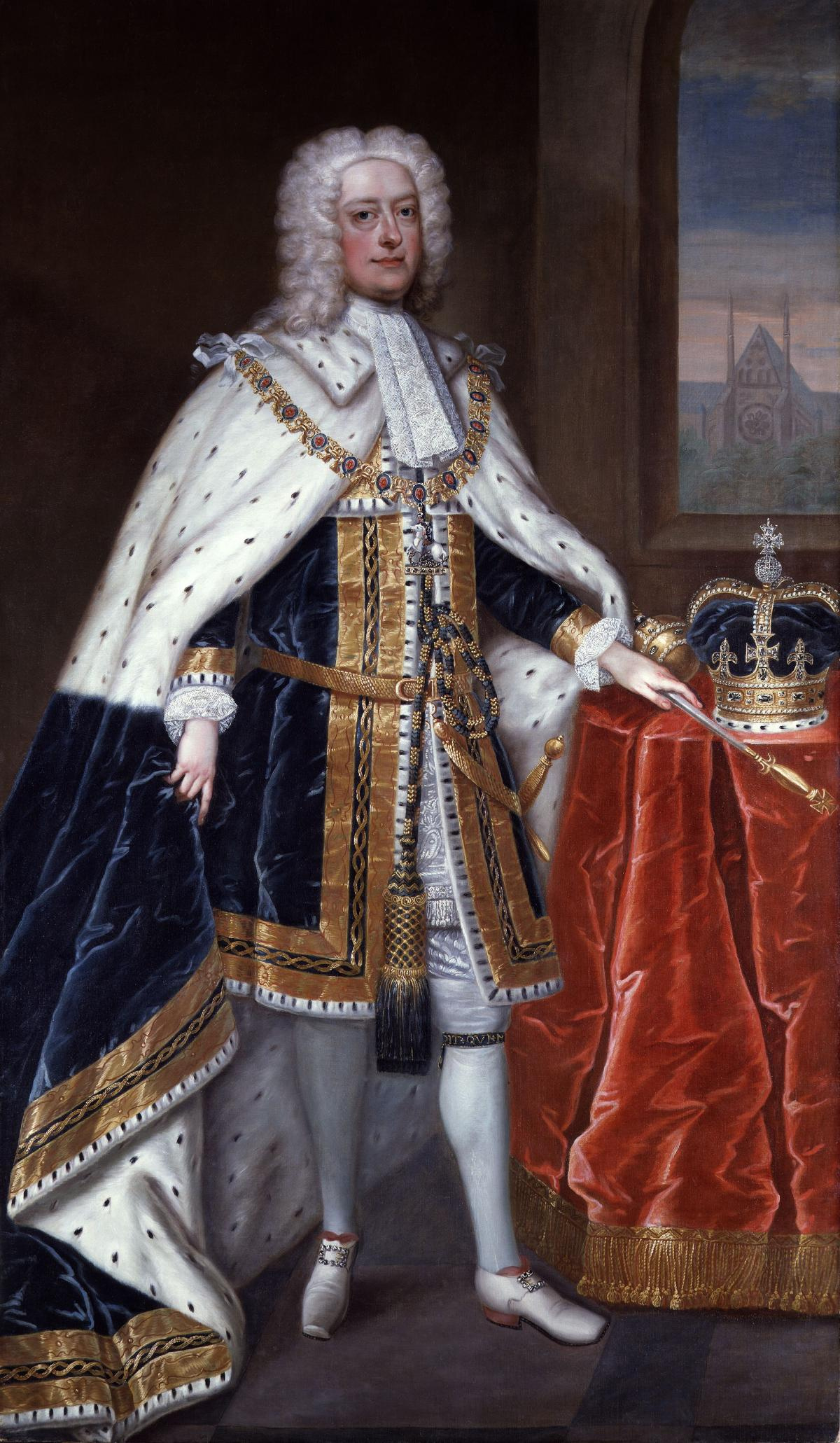
ジョージ2世の肖像画。チャールズ・ジャーヴァス作、1727年。

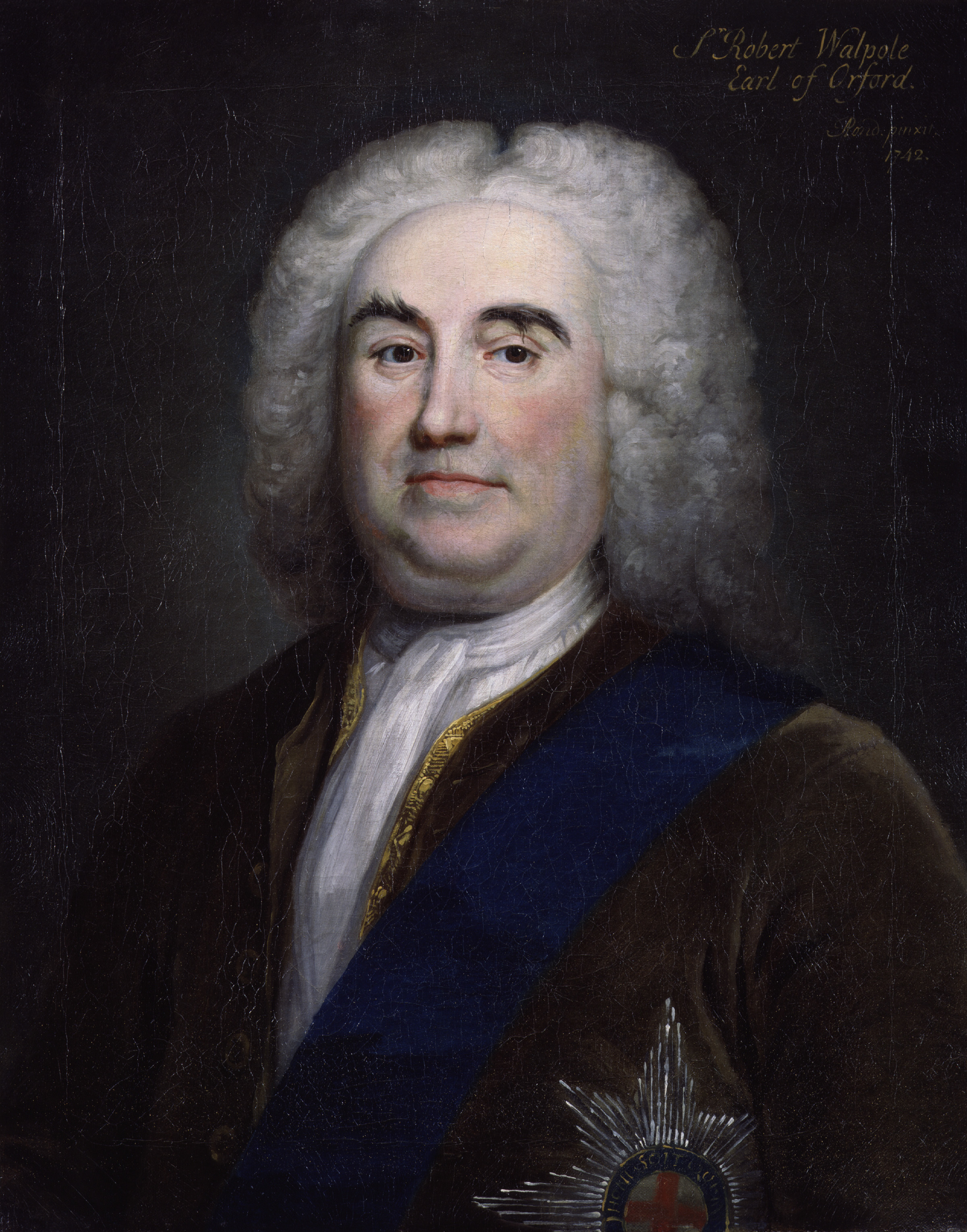
サー・ロバート・ウォルポールの肖像画。アーサー・ポンド作、1742年。

1727年5月にジョージ1世が死去して、王太子ジョージがジョージ2世として即位すると、ジョージ2世はウォルポールに対し、コンプトンから指示を仰ぐよう命じた。しかし、ジョージ2世の枢密院への勅語を起草するよう命じられたコンプトンはウォルポールに助けを求めるという有様であり、キャロライン王妃やフランスのアンドレ＝エルキュール・ド・フルーリー枢機卿もウォルポールを支持した。ウォルポールが王室費を80万に増額することを庶民院に認めさせたこともあり、最終的にはジョージ2世はコンプトンを首相とすることを断念してウォルポールを引き続き首相として重用していくことにした。
続く1727年イギリス総選挙の後、コンプトンは1728年1月にグレートブリテン貴族爵位ウィルミントン男爵に叙せられた。この叙爵は第一大蔵卿（首相）の官職を辞退したことへの返報とみる意見もあるが、コンプトンは後にウォルポールが政敵になりうる自分を排除するために仕組んだものであると主張した。これによりコンプトンは庶民院を去ったが、一方でジョージ・ドディントンなど真っ先にウォルポールを見捨ててコンプトンを支持した者もおり、コンプトンは彼らとのつながりを築くこととなった。
1730年2月10日、第3代準男爵サー・ウィリアム・ウィンダム率いる野党が突如フランス王国のダンケルク港が修復された証拠を議会に提出して、政府を追及した。このことが1713年のユトレヒト条約で禁止されていたこともあり、議会は騒然となり、ウォルポールは議会での多数を失う危機に陥ったが、その後釜としてウィルミントンの名前が挙げられたという。
ウォルポールとウィルミントンがこのようにライバル関係であったため、ウィルミントンが1730年5月8日に王璽尚書に就任、その6日後にグレートブリテン貴族爵位ウィルミントン伯爵に叙せられたときはウォルポールの意思ではなくジョージ2世の意思とされた。さらに1730年12月31日にはトレヴァー男爵の後任として枢密院議長に任じられ、ウォルポール辞職までこの地位にあった。1733年3月から4月の消費税法案危機をめぐり、ウィルミントン伯爵が野党に与するとの噂が流れると、ウォルポールはガーター勲章の授与を約束してウィルミントンを引き留め、ウィルミントンは同年8月22日にガーター勲章を受けた（ガーター勲章を受けるにあたってバス勲章を放棄した）。貴族院においてはほとんど発言しなかったという。
1730年8月5日にD.C.L.の学位を授与されたほか、1739年に創設された捨子養育院では初代総裁の1人を務めた。

### 首相就任と死去

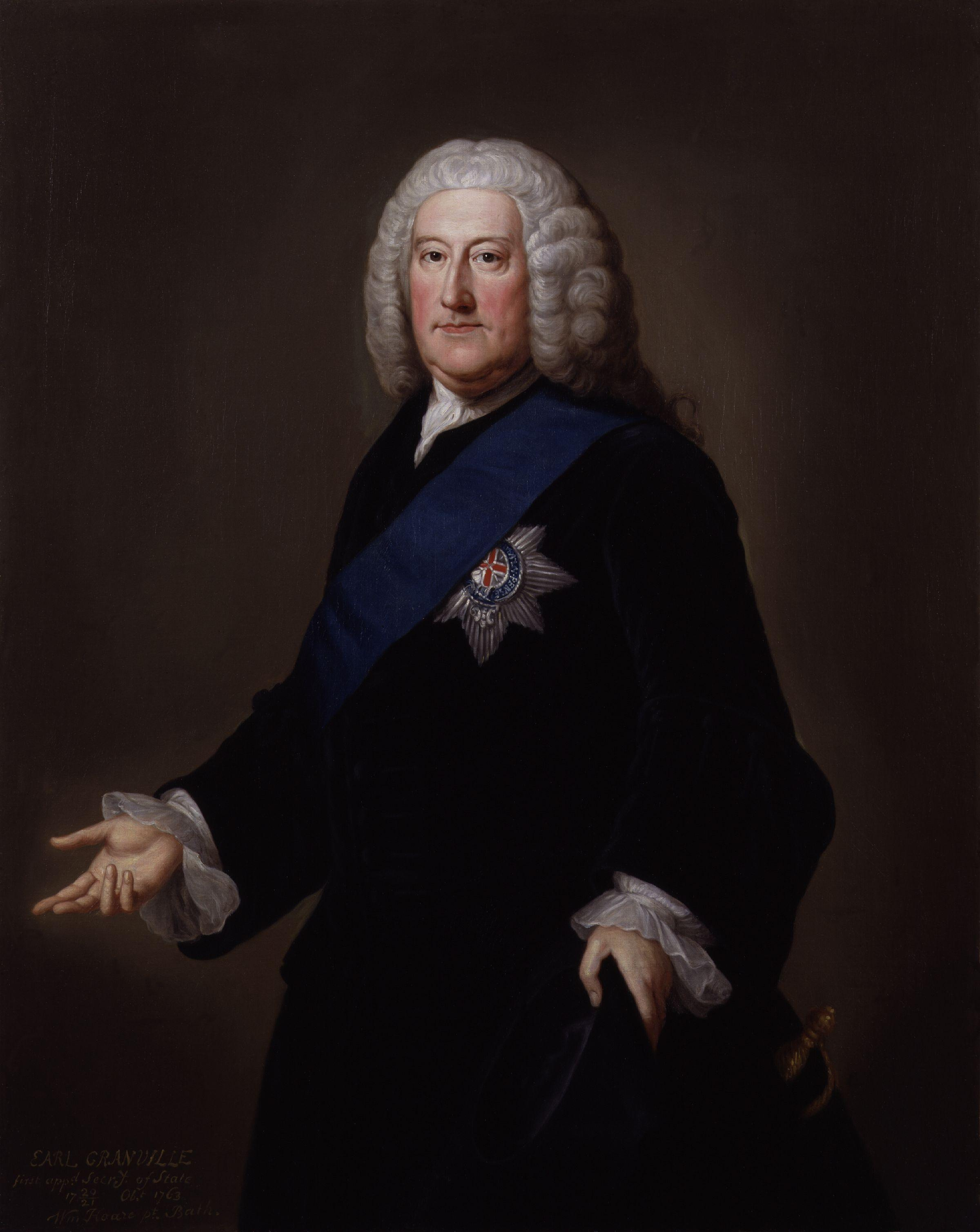
ウィルミントン伯爵内閣の事実上の首相であった第2代カートレット男爵ジョン・カートレット（後の第2代グランヴィル伯爵）

1737年にシャーロット王妃が死去した後、ウィルミントン伯爵は再び首相就任への野望を燃やした。例えば、1739年に対スペイン戦争をめぐって内閣が分裂したとき、ウィルミントンは国王の意見に同調して開戦を強く支持し、1741年2月に第2代カートレット男爵ジョン・カートレット（後の第2代グランヴィル伯爵）がウォルポールの不信任決議案を提出したときは閣僚にもかかわらず反対票を投じなかった。1742年1月25日にはドディントンがウィルミントン伯爵に手紙を書き、14年前のジョージ2世即位にあたり、ウィルミントンが慎重すぎて国を誤った（ウォルポールに政権を譲った）と述べた後、ウィルミントンにウォルポール政権を転覆するよう求めた。
そして、1741年イギリス総選挙に敗れて求心力を落としたウォルポールは、1742年2月に辞職した。その後任としてウィルミントン伯爵が第一大蔵卿（首相）に任じられたが、既に健康を害しており、当時名望のあったカートレット男爵が内閣の実質的指導者となった。
ウィルミントン伯爵内閣の最初の問題はウォルポール前首相の不正行為を議会で追及するか否かだった。同内閣には、カートレットやウィリアム・パルトニー（後の初代バース伯爵）など反ウォルポール派が入閣していたが、初代ニューカッスル公爵トマス・ペラム＝ホリスやヘンリー・ペラム兄弟らウォルポール旧政権からの閣僚も参加していたため、結局ウォルポールに対する責任追及の機運は高まらなかった。
ウォルポール政権末期に発生したオーストリア継承戦争をめぐって国王ジョージ2世とカートレットはハノーファーを重視し、1743年にも軍の直接指揮をとるべく大陸に渡っていったが、ウィルミントン伯爵は二人の不在の間の1743年7月2日に首相在職のままロンドンのセント・ジェームズ・スクエアで死去した。首相在職期間は約1年半ほど、重要な政策に取り組むこともなく死去した。
死後、コンプトン・ウィンエッツで埋葬された。結婚しておらず、子供もいなかったのでウィルミントン伯爵位は彼の死とともに廃絶した。遺産は甥で兄ジョージの息子第5代ノーサンプトン伯爵ジェームズ・コンプトンが継承した。また、庶出の娘をもうけ、その娘がサウスカロライナ植民地総督ジェームズ・グレンと結婚したとする文献もある。
後任の第一大蔵卿（首相）にはヘンリー・ペラムが就任した。ペラムは帰国したカートレットとの権力闘争に勝利してその地位を固めることになる。
ウィルミントン伯爵の名誉を称えて、1730年9月25日にマサチューセッツ湾直轄植民地で成立した町にウィルミントンがつけられたほか、1739年にノースカロライナ植民地の都市にウィルミントンの名前がつけられ、同年頃にデラウェア植民地でもウィリンタウン（Willingtown）という都市がウィルミントンに改名された。1751年にはニューハンプシャー植民地総督ベニング・ウェントワースの許可を受けて、同じくウィルミントン伯爵を記念するウィルミントンの町（現バーモント州領）が成立した。

## 人物

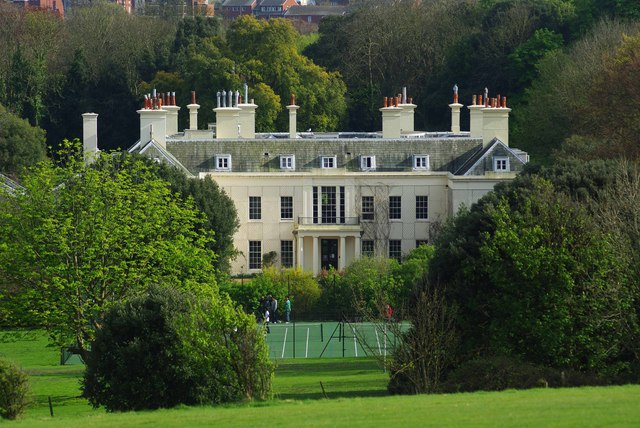
ウィルミントン伯爵の邸宅であるコンプトン・プレース。

『英国人名事典』はコンプトンを庶民院議長として評価し、謹厳な物腰と朗らかな声が議員の尊敬を勝ち得たとした。また、議長就任中の逸話としてこのようなものがある。あるとき、1人の議員が「私には（話を）聞かせる権利があるのだから、議場を静かにしてください」とコンプトンに求めると、コンプトンは「いいえ、あなたには話す権利がありますが、議会にはあなたの話を聞くか判断する権利があります」と返答したという。コンプトンの後任として庶民院議長を務めたアーサー・オンズローはウィルミントン伯爵を「議長としては有能だが、演説の才能はなかった」と評価した。
ジョージ・ドディントンは1741年の手紙でウィルミントン伯爵に対し「あなただけがこの大事件（ウォルポール内閣の倒閣）を引き起こし、国を救うのになくてはならない才能を有している」と褒め称えた。しかし『英国人名事典』は第一大蔵卿としてのウィルミントン伯爵を決断力に乏しく平凡な才能しかないと酷評しており、またウォルポールからは「老女」（old woman、1737年の発言）と形容された。第2代ハーヴィー男爵ジョン・ハーヴィーも回想録でウィルミントン伯爵を「大臣よりも事務官に適した」人物であり、「決議されたことを適切に実施する方法はよく知っているが、何を決議すべきかについては知らないことが多い」と評した。
キット＝キャット・クラブに加入しており、会員としてゴドフリー・ネラーによる肖像画（いわゆるキット＝キャット肖像画）が描かれた。
趣味は希有植物や硬貨収集などだったという。
1726年にイーストボーンでコンプトン・プレースという邸宅を建てており、コンプトン・プレースは1949年5月27日に第一級指定建築物に指定された。

## 栄典

### 爵位
1728年1月8日に以下の爵位に叙せられた。
- サセックス州におけるウィルミントンの初代ウィルミントン男爵（英語版） 1st Baron Wilmington, of Wilmington in the County of Sussex
（勅許状によるグレートブリテン貴族爵位）

1730年5月14日に以下の爵位に叙せられた。
- 初代ウィルミントン伯爵 1st Earl of Wilmington
（勅許状によるグレートブリテン貴族爵位）
- サセックス州におけるペヴァンゼイの初代ペヴァンゼイ子爵 1st Viscount Pevensey, of Pevensey in the County of Sussex
（勅許状によるグレートブリテン貴族爵位）

### 勲章
- 1725年5月27日、バス勲章(バス騎士団)ナイト(KB)[6]
- 1733年6月12日、ガーター勲章(ガーター騎士団)ナイト(KG)[6][4]